# ヘーメルハウゼン
ヘーメルハウゼン (ドイツ語: Hämelhausen) は、ドイツ連邦共和国ニーダーザクセン州のニーンブルク/ヴェーザー郡に属す町村（以下、本項では便宜上「町」と記述する）で、アイストルプを本部所在地とするザムトゲマインデ・アイストルプを構成する自治体の一つである。

## 地理
ヘーメルハウゼンは、ブレーメンとハノーファーとのほぼ中間に当たり、ヴィルデスハウザー・ゲースト自然公園とシュタインフーダー・メーア自然公園との間に位置する。

## 行政

### 議会
ヘーメルハウゼンの町議会は9議席からなる。

### 首長
名誉職の町長は、2021年9月12日からペトラ・アーネマンが務めている。

## 経済と社会資本

### 交通
この町はニーンブルク/ヴェーザーからフェルデン (アラー)に至る連邦道B215号線のすぐ東側に位置している。

## 引用
1. ↑  Landesamt für Statistik Niedersachsen, LSN-Online Regionaldatenbank, Tabelle A100001G: Fortschreibung des Bevölkerungsstandes, Stand 31. Dezember 2023